# Andrena djelfensis
Andrena djelfensis är en biart som beskrevs av Pérez 1895. Andrena djelfensis ingår i släktet sandbin, och familjen grävbin. Inga underarter finns listade i Catalogue of Life.